# فهرست تیم‌های راه‌یافته به جام جهانی باشگاه‌ها
جام جهانی باشگاه‌ها یک رقابت بین‌المللی فوتبال است که توسط فدراسیون بین‌المللی فوتبال (فیفا)، نهاد جهانی این ورزش برگزار می‌شود. این مسابقات برای اولین بار به عنوان مسابقات قهرمانی باشگاه‌های جهان ۲۰۰۰ برگزار شد. بین سال‌های ۲۰۰۱ و ۲۰۰۴ به دلایل مختلف، مهم‌تر از همه سقوط شریک بازاریابی فیفا برگزار نشد. پس از تغییر در فرمت که باعث شد مسابقات قهرمانی باشگاه‌های جهان با جام بین قاره‌ای ادغام شود، مسابقات در سال ۲۰۰۵ دوباره راه‌اندازی شد و نام فعلی خود را در فصل پس از آن انتخاب کرد.
فرمت فعلی این مسابقات که از زمان اصلاح این رقابت‌ها پیش از نسخه ۲۰۲۵ مورد استفاده قرار می‌گیرد، شامل ۳۲ تیم است که برای کسب عنوان قهرمانی در ورزشگاه‌های کشور میزبان رقابت می‌کنند؛ ۱۲ تیم از اروپا، ۶ تیم از آمریکای جنوبی، ۴ تیم از آسیا، ۴ تیم از آفریقا، ۴ تیم از آمریکای شمالی، مرکزی و کارائیب، ۱ تیم از اقیانوسیه و ۱ تیم از کشور میزبان. تیم‌ها در هشت گروه چهار تیمی قرار می‌گیرند که هر تیم سه بازی مرحله گروهی را به صورت نوبت‌گردشی انجام می‌دهد. دو تیم برتر هر گروه به مرحله حذفی راه پیدا می‌کنند که از مرحله یک هشتم نهایی شروع می‌شود و با فینال به پایان می‌رسد.

## اولین حضور تیم‌ها
در هر دوره متوالی جام باشگاه‌های جهان، حداقل یک تیم باشگاهی برای اولین بار در این مسابقات حضور داشته است.
| سال  | تیم‌ها | تعداد | مج. |
| ---- | --- | ----- | --- |
| ۲۰۰۰ | النصر, کورینتیانس, منچستر یونایتد, نیکاکسا, الرجا کازابلانکا, رئال مادرید, ملبورن جنوبی, واسکو دوگاما                  | ۸     | ۸   |
| ۲۰۰۵ | الاهلی, الاتحاد, لیورپول, سائو پائولو, ساپریسا, سیدنی                                                                  | ۶     | ۱۴  |
| ۲۰۰۶ | آمریکا, اوکلند سیتی, بارسلونا, اینترناسیونال, چونبوک هیوندای موتورز                                                    | ۵     | ۱۹  |
| ۲۰۰۷ | بوکا جونیورز, ستاره ساحلی, میلان, پاچوکا, سپاهان, اوراوا رد دایموندز, ویتاکر یونایتد                                   | ۷     | ۲۶  |
| ۲۰۰۸ | آدلاید یونایتد, گامبا اوساکا, ال‌دی‌یو کیتو                                                                              | ۳     | ۲۹  |
| ۲۰۰۹ | الاهلی, آتلانتی, استودیانتس, پوهانگ استیلرز, تی‌پی مازمبه                                                               | ۵     | ۳۴  |
| ۲۰۱۰ | الوحده, هیکاری یونایتد, اینتر میلان, سئونگنام ایلهوا چونما                                                             | ۴     | ۳۸  |
| ۲۰۱۱ | السد, اسپرانس تونس, کاشیوا ریسول, مونتری, سانتوس                                                                       | ۵     | ۴۳  |
| ۲۰۱۲ | چلسی, سانفریس هیروشیما, اولسان هیوندای                                                                                 | ۳     | ۴۶  |
| ۲۰۱۳ | اتلتیکو مینیرو, بایرن مونیخ, گوانگژو اورگرند                                                                           | ۳     | ۴۹  |
| ۲۰۱۴ | کروز آزول, وفاق سطیف, مغرب تطوان, سن لورنسو, وسترن سیدنی واندررز                                                       | ۵     | ۵۴  |
| ۲۰۱۵ | ریور پلاته | ۱     | ۵۵  |
| ۲۰۱۶ | اتلتیکو ناسیونال, کاشیما آنتلرز, ماملودی سانداونز                                                                      | ۳     | ۵۸  |
| ۲۰۱۷ | الجزیره, گرمیو, الوداد کازابلانکا                                                                                      | ۳     | ۶۱  |
| ۲۰۱۸ | العین, گوادالاخارا, تیم ولینگتون                                                                                       | ۳     | ۶۴  |
| ۲۰۱۹ | الهلال, فلامینگو, هیانگن اسپورت                                                                                        | ۳     | ۶۷  |
| ۲۰۲۰ | الدحیل, پالمیراس, اونال                                                                                                | ۳     | ۷۰  |
| ۲۰۲۱ | پیرائه | ۱     | ۷۱  |
| ۲۰۲۲ | سیاتل ساندرز | ۱     | ۷۲  |
| ۲۰۲۳ | فلومیننزه, لئون, منچستر سیتی                                                                                           | ۳     | ۷۵  |
| ۲۰۲۵ | اتلتیکو مادرید, بنفیکا, بروسیا دورتموند, بوتافوگو, اینتر میامی, یوونتوس, لس آنجلس, پاری سن-ژرمن, پورتو, ردبول سالزبورگ | ۱۰    | ۸۵  |
| ۲۰۲۹ | الاهلی, پیرامیدز | ۲     | ۸۷  |

## سوابق کنفدراسیون‌ها

### ای‌اف‌سی
| سال  | باشگاه                | نحوه صعود                                 | جایگاه              | منبع          |
| ---- | --------------------- | ----------------------------------------- | ------------------- | ------------- |
| ۲۰۰۰ | النصر                 | قهرمان سوپر جام آسیا ۱۹۹۸                 | مرحله گروهی         | [ ۵ ]         |
| ۲۰۰۵ | الاتحاد               | قهرمان لیگ قهرمانان آسیا ۲۰۰۵             | مقام چهارم          | [ ۶ ]         |
| ۲۰۰۶ | چونبوک هیوندای موتورز | قهرمان لیگ قهرمانان آسیا ۲۰۰۶             | مقام پنجم           | [ ۷ ]         |
| ۲۰۰۷ | اوراوا رد دایموندز    | قهرمان لیگ قهرمانان آسیا ۲۰۰۷             | مقام سوم            | [ ۸ ] [ ۹ ]   |
| ۲۰۰۷ | سپاهان                | نایب قهرمان لیگ قهرمانان آسیا ۲۰۰۷        | مقام پنجم (اشتراکی) | [ ۱۰ ]        |
| ۲۰۰۸ | گامبا اوساکا          | قهرمان لیگ قهرمانان آسیا ۲۰۰۸             | مقام سوم            | [ ۱۱ ]        |
| ۲۰۰۸ | آدلاید یونایتد        | نایب قهرمان لیگ قهرمانان آسیا ۲۰۰۸        | مقام پنجم           | [ ۱۲ ]        |
| ۲۰۰۹ | پوهانگ استیلرز        | قهرمان لیگ قهرمانان آسیا ۲۰۰۹             | مقام سوم            | [ ۱۳ ] [ ۱۴ ] |
| ۲۰۰۹ | الاهلی                | قهرمان لیگ برتر امارات متحده عربی ۰۹–۲۰۰۸ | مقام هفتم           | [ ۱۵ ]        |
| ۲۰۱۰ | سئونگنام ایلهوا چونما | قهرمان لیگ قهرمانان آسیا ۲۰۱۰             | مقام چهارم          | [ ۱۶ ] [ ۱۷ ] |
| ۲۰۱۰ | الوحده                | قهرمان لیگ برتر امارات متحده عربی ۱۰–۲۰۰۹ | مقام ششم            | [ ۱۸ ]        |
| ۲۰۱۱ | السد                  | قهرمان لیگ قهرمانان آسیا ۲۰۱۱             | مقام سوم            | [ ۱۹ ] [ ۲۰ ] |
| ۲۰۱۱ | کاشیوا ریسول          | قهرمان جی‌لیگ ۲۰۱۳                         | مقام چهارم          | [ ۱۹ ]        |
| ۲۰۱۲ | اولسان هیوندای        | قهرمان لیگ قهرمانان آسیا ۲۰۱۲             | مقام ششم            |               |
| ۲۰۱۲ | سانفریس هیروشیما      | قهرمان جی‌لیگ ۲۰۱۲                         | مقام پنجم           |               |
| ۲۰۱۳ | گوانگژو اورگرند       | قهرمان لیگ قهرمانان آسیا ۲۰۱۳             | مقام چهارم          |               |
| ۲۰۱۴ | وسترن سیدنی واندررز   | قهرمان لیگ قهرمانان آسیا ۲۰۱۴             | مقام ششم            |               |
| ۲۰۱۵ | گوانگژو اورگرند       | قهرمان لیگ قهرمانان آسیا ۲۰۱۵             | مقام چهارم          |               |
| ۲۰۱۵ | سانفریس هیروشیما      | قهرمان جی‌لیگ ۲۰۱۵                         | مقام سوم            |               |
| ۲۰۱۶ | چونبوک هیوندای موتورز | قهرمان لیگ قهرمانان آسیا ۲۰۱۶             | مقام پنجم           |               |
| ۲۰۱۶ | کاشیما آنتلرز         | قهرمان جی‌لیگ ۲۰۱۶                         | نایب قهرمان         |               |
| ۲۰۱۷ | اوراوا رد دایموندز    | قهرمان لیگ قهرمانان آسیا ۲۰۱۷             | مقام پنجم           |               |
| ۲۰۱۷ | الجزیره               | قهرمان لیگ برتر امارات متحده عربی ۱۷–۲۰۱۶ | مقام چهارم          |               |
| ۲۰۱۸ | کاشیما آنتلرز         | قهرمان لیگ قهرمانان آسیا ۲۰۱۸             | مقام چهارم          |               |
| ۲۰۱۸ | العین                 | قهرمان لیگ برتر امارات متحده عربی ۱۸–۲۰۱۷ | نایب قهرمان         |               |
| ۲۰۱۹ | الهلال                | قهرمان لیگ قهرمانان آسیا ۲۰۱۹             | مقام چهارم          |               |
| ۲۰۱۹ | السد                  | قهرمان لیگ ستارگان قطر ۱۹–۲۰۱۸            | مقام ششم            |               |
| ۲۰۲۰ | اولسان هیوندای        | قهرمان لیگ قهرمانان آسیا ۲۰۲۰             | مقام ششم            |               |
| ۲۰۲۰ | الدحیل                | قهرمان لیگ ستارگان قطر ۲۰–۲۰۱۹            | مقام پنجم           |               |
| ۲۰۲۱ | الهلال                | قهرمان لیگ قهرمانان آسیا ۲۰۲۱             | مقام چهارم          |               |
| ۲۰۲۱ | الجزیره               | قهرمان لیگ برتر امارات متحده عربی ۲۱–۲۰۲۰ | مقام ششم            |               |
| ۲۰۲۲ | الهلال                | انتخاب ای‌اف‌سی                             | نایب قهرمان         |               |
| ۲۰۲۳ | اوراوا رد دایموندز    | قهرمان لیگ قهرمانان آسیا ۲۰۲۲             | مقام چهارم          |               |
| ۲۰۲۳ | الاتحاد               | قهرمان لیگ حرفه‌ای عربستان سعودی ۲۳–۲۰۲۲   | مقام پنجم (اشتراکی) |               |
| ۲۰۲۵ | الهلال                | قهرمان لیگ قهرمانان آسیا ۲۰۲۱             | یک‌چهارم نهایی       |               |
| ۲۰۲۵ | اوراوا رد دایموندز    | قهرمان لیگ قهرمانان آسیا ۲۰۲۲             | مرحله گروهی         |               |
| ۲۰۲۵ | العین                 | قهرمان لیگ قهرمانان آسیا ۲۴–۲۰۲۳          | مرحله گروهی         |               |
| ۲۰۲۵ | اولسان اچ‌دی           | رده‌بندی ۴ ساله ای‌اف‌سی                     | مرحله گروهی         |               |

### کاف
| سال  | باشگاه            | نحوه صعود                                            | جایگاه              | منبع          |
| ---- | ----------------- | ---------------------------------------------------- | ------------------- | ------------- |
| ۲۰۰۰ | الرجا             | قهرمان لیگ قهرمانان آفریقا ۱۹۹۹                      | مرحله گروهی         | [ ۵ ]         |
| ۲۰۰۵ | الاهلی            | قهرمان لیگ قهرمانان آفریقا ۲۰۰۵                      | مقام ششم            | [ ۲۱ ]        |
| ۲۰۰۶ | الاهلی            | قهرمان لیگ قهرمانان آفریقا ۲۰۰۶                      | مقام سوم            | [ ۲۱ ] [ ۲۲ ] |
| ۲۰۰۷ | ستاره ساحلی       | قهرمان لیگ قهرمانان آفریقا ۲۰۰۷                      | مقام چهارم          | [ ۸ ] [ ۲۳ ]  |
| ۲۰۰۸ | الاهلی            | قهرمان لیگ قهرمانان آفریقا ۲۰۰۸                      | مقام ششم            | [ ۲۱ ]        |
| ۲۰۰۹ | تی‌پی مازمبه       | قهرمان لیگ قهرمانان آفریقا ۲۰۰۹                      | مقام ششم            | [ ۱۵ ]        |
| ۲۰۱۰ | تی‌پی مازمبه       | قهرمان لیگ قهرمانان آفریقا ۲۰۱۰                      | نایب قهرمان         | [ ۱۸ ] [ ۲۴ ] |
| ۲۰۱۱ | اسپرانس تونس      | قهرمان لیگ قهرمانان آفریقا ۲۰۱۱                      | مقام ششم            | [ ۲۵ ]        |
| ۲۰۱۲ | الاهلی            | قهرمان لیگ قهرمانان آفریقا ۲۰۱۲                      | مقام چهارم          | [ ۲۱ ]        |
| ۲۰۱۳ | الاهلی            | قهرمان لیگ قهرمانان آفریقا ۲۰۱۳                      | مقام ششم            |               |
| ۲۰۱۳ | الرجا             | قهرمان لیگ دسته اول مراکش ۱۵–۲۰۱۴                    | نایب قهرمان         |               |
| ۲۰۱۴ | وفاق سطیف         | قهرمان لیگ قهرمانان آفریقا ۲۰۱۴                      | مفام پنجم           |               |
| ۲۰۱۴ | مغرب تطوان        | قهرمان لیگ دسته اول مراکش ۱۴–۲۰۱۳                    | مقام هفتم           |               |
| ۲۰۱۵ | تی‌پی مازمبه       | قهرمان لیگ قهرمانان آفریقا ۲۰۱۵                      | مقام ششم            |               |
| ۲۰۱۶ | ماملودی سانداونز  | قهرمان لیگ قهرمانان آفریقا ۲۰۱۶                      | مقام ششم            |               |
| ۲۰۱۷ | الوداد کازابلانکا | قهرمان لیگ قهرمانان آفریقا ۲۰۱۷                      | مقام ششم            |               |
| ۲۰۱۸ | اسپرانس تونس      | قهرمان لیگ قهرمانان آفریقا ۲۰۱۸                      | مفام پنجم           |               |
| ۲۰۱۹ | اسپرانس تونس      | قهرمان لیگ قهرمانان آفریقا ۱۹–۲۰۱۸                   | مفام پنجم           |               |
| ۲۰۲۰ | الاهلی            | قهرمان لیگ قهرمانان آفریقا ۲۰–۲۰۱۹                   | مقام سوم            |               |
| ۲۰۲۱ | الاهلی            | قهرمان لیگ قهرمانان آفریقا ۲۱–۲۰۲۰                   | مقام سوم            |               |
| ۲۰۲۲ | الوداد کازابلانکا | قهرمان لیگ قهرمانان آفریقا ۲۲–۲۰۲۱                   | مقام پنجم (اشتراکی) |               |
| ۲۰۲۲ | الاهلی            | نایب قهرمان لیگ قهرمانان آفریقا ۲۲–۲۰۲۱              | مقام چهارم          |               |
| ۲۰۲۳ | الاهلی            | قهرمان لیگ قهرمانان آفریقا ۲۳–۲۰۲۲                   | مقام سوم            |               |
| ۲۰۲۵ | الاهلی            | قهرمان لیگ قهرمانان آفریقا ۲۱–۲۰۲۰، ۲۳–۲۰۲۲، ۲۴–۲۰۲۳ | مرحله گروهی         |               |
| ۲۰۲۵ | الوداد کازابلانکا | قهرمان لیگ قهرمانان آفریقا ۲۲–۲۰۲۱                   | مرحله گروهی         |               |
| ۲۰۲۵ | اسپرانس تونس      | رده‌بندی ۴ ساله کاف                                   | مرحله گروهی         |               |
| ۲۰۲۵ | ماملودی سانداونز  | رده‌بندی ۴ ساله کاف                                   | مرحله گروهی         |               |

### کونکاکاف
| سال  | باشگاه       | نحوه صعود                              | جایگاه              | منبع          |
| ---- | ------------ | -------------------------------------- | ------------------- | ------------- |
| ۲۰۰۰ | نیکاکسا      | قهرمان جام قهرمانان کونکاکاف ۱۹۹۹      | مقام سوم            | [ ۲۶ ]        |
| ۲۰۰۵ | ساپریسا      | قهرمان جام قهرمانان کونکاکاف ۲۰۰۵      | مقام سوم            | [ ۶ ] [ ۲۷ ]  |
| ۲۰۰۶ | آمریکا       | قهرمان جام قهرمانان کونکاکاف ۲۰۰۶      | مقام چهارم          | [ ۲۲ ] [ ۲۸ ] |
| ۲۰۰۷ | پاچوکا       | قهرمان جام قهرمانان کونکاکاف ۲۰۰۷      | مقام پنجم (اشتراکی) | [ ۱۰ ]        |
| ۲۰۰۸ | پاچوکا       | قهرمان جام قهرمانان کونکاکاف ۲۰۰۸      | مقام چهارم          | [ ۱۱ ] [ ۲۹ ] |
| ۲۰۰۹ | آتلانتی      | قهرمان لیگ قهرمانان کونکاکاف ۰۹–۲۰۰۸   | مقام چهارم          | [ ۱۳ ]        |
| ۲۰۱۰ | پاچوکا       | قهرمان لیگ قهرمانان کونکاکاف ۱۰–۲۰۰۹   | مقام پنجم           | [ ۱۸ ]        |
| ۲۰۱۱ | مونتری       | قهرمان لیگ قهرمانان کونکاکاف ۱۱–۲۰۱۰   | مقام پنجم           | [ ۱۸ ]        |
| ۲۰۱۲ | مونتری       | قهرمان لیگ قهرمانان کونکاکاف ۱۲–۲۰۱۱   | مقام سوم            | [ ۱۸ ]        |
| ۲۰۱۳ | مونتری       | قهرمان لیگ قهرمانان کونکاکاف ۱۳–۲۰۱۲   | مقام پنجم           |               |
| ۲۰۱۴ | کروز آزول    | قهرمان لیگ قهرمانان کونکاکاف ۱۴–۲۰۱۳   | مقام چهارم          |               |
| ۲۰۱۵ | آمریکا       | قهرمان لیگ قهرمانان کونکاکاف ۱۵–۲۰۱۴   | مقام پنجم           |               |
| ۲۰۱۶ | آمریکا       | قهرمان لیگ قهرمانان کونکاکاف ۱۶–۲۰۱۵   | مقام چهارم          |               |
| ۲۰۱۷ | پاچوکا       | قهرمان لیگ قهرمانان کونکاکاف ۱۷–۲۰۱۶   | مقام سوم            |               |
| ۲۰۱۸ | گوادالاخارا  | قهرمان لیگ قهرمانان کونکاکاف ۲۰۱۸      | مقام ششم            |               |
| ۲۰۱۹ | مونتری       | قهرمان لیگ قهرمانان کونکاکاف ۲۰۱۹      | مقام سوم            |               |
| ۲۰۲۰ | تیگرس اونال  | قهرمان لیگ قهرمانان کونکاکاف ۲۰۲۰      | نایب قهرمان         |               |
| ۲۰۲۱ | مونتری       | قهرمان لیگ قهرمانان کونکاکاف ۲۰۲۱      | مقام پنجم           |               |
| ۲۰۲۲ | سیاتل ساندرز | قهرمان لیگ قهرمانان کونکاکاف ۲۰۲۲      | مقام پنجم (اشتراکی) |               |
| ۲۰۲۳ | لئون         | قهرمان لیگ قهرمانان کونکاکاف ۲۰۲۳      | مقام پنجم (اشتراکی) |               |
| ۲۰۲۵ | مونتری       | قهرمان لیگ قهرمانان کونکاکاف ۲۰۲۱      | یک‌هشتم نهایی        |               |
| ۲۰۲۵ | سیاتل ساندرز | قهرمان لیگ قهرمانان کونکاکاف ۲۰۲۲      | مرحله گروهی         |               |
| ۲۰۲۵ | پاچوکا       | قهرمان جام قهرمانان کونکاکاف ۲۰۲۴      | مرحله گروهی         |               |
| ۲۰۲۵ | اینتر میامی  | قهرمان ساپورترز شیلد ایالات متحده ۲۰۲۴ | یک‌هشتم نهایی        |               |
| ۲۰۲۵ | لس آنجلس     | برنده بازی پلی آف                      | مرحله گروهی         |               |

### کونمبول
| سال  | باشگاه           | نحوه صعود                  | جایگاه        | منبع          |
| ---- | ---------------- | -------------------------- | ------------- | ------------- |
| ۲۰۰۰ | واسکو دوگاما     | قهرمان جام لیبرتادورس ۱۹۹۸ | نایب قهرمان   | [ ۵ ] [ ۳۰ ]  |
| ۲۰۰۰ | کورینتیانس       | قهرمان سری آ برزیل ۱۹۹۹    | قهرمان        | [ ۵ ] [ ۳۱ ]  |
| ۲۰۰۵ | سائو پائولو      | قهرمان جام لیبرتادورس ۲۰۰۵ | قهرمان        | [ ۳۲ ] [ ۳۳ ] |
| ۲۰۰۶ | اینترناسیونال    | قهرمان جام لیبرتادورس ۲۰۰۶ | قهرمان        | [ ۷ ] [ ۳۴ ]  |
| ۲۰۰۷ | بوکا جونیورز     | قهرمان جام لیبرتادورس ۲۰۰۷ | نایب قهرمان   | [ ۱۰ ] [ ۳۵ ] |
| ۲۰۰۸ | ال‌دی‌یو کیتو      | قهرمان جام لیبرتادورس ۲۰۰۸ | نایب قهرمان   | [ ۱۲ ] [ ۳۶ ] |
| ۲۰۰۹ | استودیانتس       | قهرمان جام لیبرتادورس ۲۰۰۹ | نایب قهرمان   | [ ۱۵ ] [ ۳۷ ] |
| ۲۰۱۰ | اینترناسیونال    | قهرمان جام لیبرتادورس ۲۰۱۰ | مقام سوم      | [ ۱۶ ] [ ۳۴ ] |
| ۲۰۱۱ | سانتوس           | قهرمان جام لیبرتادورس ۲۰۱۱ | نایب قهرمان   | [ ۲۵ ] [ ۳۸ ] |
| ۲۰۱۲ | کورینتیانس       | قهرمان جام لیبرتادورس ۲۰۱۲ | قهرمان        | [ ۳۱ ]        |
| ۲۰۱۳ | اتلتیکو مینیرو   | قهرمان جام لیبرتادورس ۲۰۱۳ | مقام سوم      |               |
| ۲۰۱۴ | سن لورنسو        | قهرمان جام لیبرتادورس ۲۰۱۴ | نایب قهرمان   |               |
| ۲۰۱۵ | ریور پلاته       | قهرمان جام لیبرتادورس ۲۰۱۵ | نایب قهرمان   |               |
| ۲۰۱۶ | اتلتیکو ناسیونال | قهرمان جام لیبرتادورس ۲۰۱۶ | مقام سوم      |               |
| ۲۰۱۷ | گرمیو            | قهرمان جام لیبرتادورس ۲۰۱۷ | نایب قهرمان   |               |
| ۲۰۱۸ | ریور پلاته       | قهرمان جام لیبرتادورس ۲۰۱۸ | مقام سوم      |               |
| ۲۰۱۹ | فلامینگو         | قهرمان جام لیبرتادورس ۲۰۱۹ | نایب قهرمان   |               |
| ۲۰۲۰ | پالمیراس         | قهرمان جام لیبرتادورس ۲۰۲۰ | مقام چهارم    |               |
| ۲۰۲۱ | پالمیراس         | قهرمان جام لیبرتادورس ۲۰۲۱ | نایب قهرمان   |               |
| ۲۰۲۲ | فلامینگو         | قهرمان جام لیبرتادورس ۲۰۲۲ | مقام سوم      |               |
| ۲۰۲۳ | فلومیننزه        | قهرمان جام لیبرتادورس ۲۰۲۳ | نایب قهرمان   |               |
| ۲۰۲۵ | پالمیراس         | قهرمان جام لیبرتادورس ۲۰۲۱ | یک‌چهارم نهایی |               |
| ۲۰۲۵ | فلامینگو         | قهرمان جام لیبرتادورس ۲۰۲۲ | یک‌هشتم نهایی  |               |
| ۲۰۲۵ | فلومیننزه        | قهرمان جام لیبرتادورس ۲۰۲۳ | نیمه نهایی    |               |
| ۲۰۲۵ | بوتافوگو         | قهرمان جام لیبرتادورس ۲۰۲۴ | یک‌هشتم نهایی  |               |
| ۲۰۲۵ | ریور پلاته       | رده‌بندی ۴ ساله کونمبول     | مرحله گروهی   |               |
| ۲۰۲۵ | بوکا جونیورز     | رده‌بندی ۴ ساله کونمبول     | مرحله گروهی   |               |

### اواف‌سی
| سال  | باشگاه         | نحوه صعود                                     | جایگاه      | منبع   |
| ---- | -------------- | --------------------------------------------- | ----------- | ------ |
| ۲۰۰۰ | ملبورن جنوبی   | قهرمان مسابقات باشگاهی قهرمانی اقیانوسیه ۱۹۹۹ | مرحله گروهی | [ ۵ ]  |
| ۲۰۰۵ | سیدنی          | قهرمان مسابقات باشگاهی قهرمانی اقیانوسیه ۲۰۰۵ | مقام پنجم   | [ ۳۲ ] |
| ۲۰۰۶ | اوکلند سیتی    | قهرمان مسابقات باشگاهی قهرمانی اقیانوسیه ۲۰۰۶ | مقام ششم    | [ ۷ ]  |
| ۲۰۰۷ | ویتاکر یونایتد | قهرمان لیگ قهرمانان اقیانوسیه ۲۰۰۷            | مقام هفتم   | [ ۱۰ ] |
| ۲۰۰۸ | ویتاکر یونایتد | قهرمان لیگ قهرمانان اقیانوسیه ۰۸–۲۰۰۷         | مقام هفتم   | [ ۱۲ ] |
| ۲۰۰۹ | اوکلند سیتی    | قهرمان لیگ قهرمانان اقیانوسیه ۰۹–۲۰۰۸         | مقام پنجم   | [ ۱۵ ] |
| ۲۰۱۰ | هیکاری یونایتد | قهرمان لیگ قهرمانان اقیانوسیه ۱۰–۲۰۰۹         | مقام هفتم   | [ ۱۸ ] |
| ۲۰۱۱ | اوکلند سیتی    | قهرمان لیگ قهرمانان اقیانوسیه ۱۱–۲۰۱۰         | مقام هفتم   | [ ۲۵ ] |
| ۲۰۱۲ | اوکلند سیتی    | قهرمان لیگ قهرمانان اقیانوسیه ۱۲–۲۰۱۱         | مقام هفتم   |        |
| ۲۰۱۳ | اوکلند سیتی    | قهرمان لیگ قهرمانان اقیانوسیه ۱۳–۲۰۱۲         | مقام هفتم   |        |
| ۲۰۱۴ | اوکلند سیتی    | قهرمان لیگ قهرمانان اقیانوسیه ۱۴–۲۰۱۳         | مقام سوم    |        |
| ۲۰۱۵ | اوکلند سیتی    | قهرمان لیگ قهرمانان اقیانوسیه ۱۵–۲۰۱۴         | مقام هفتم   |        |
| ۲۰۱۶ | اوکلند سیتی    | قهرمان لیگ قهرمانان اقیانوسیه ۲۰۱۶            | مقام هفتم   |        |
| ۲۰۱۷ | اوکلند سیتی    | قهرمان لیگ قهرمانان اقیانوسیه ۲۰۱۷            | مقام هفتم   |        |
| ۲۰۱۸ | تیم ولینگتون   | قهرمان لیگ قهرمانان اقیانوسیه ۲۰۱۸            | مقام هفتم   |        |
| ۲۰۱۹ | هیانگن اسپورت  | قهرمان لیگ قهرمانان اقیانوسیه ۲۰۱۹            | مقام هفتم   |        |
| ۲۰۲۰ | اوکلند سیتی    | انتخاب اواف‌سی                                 | انصراف      |        |
| ۲۰۲۱ | پیرائه         | انتخاب اواف‌سی                                 | مقام هفتم   |        |
| ۲۰۲۲ | اوکلند سیتی    | قهرمان لیگ قهرمانان اقیانوسیه ۲۰۲۲            | مقام هفتم   |        |
| ۲۰۲۳ | اوکلند سیتی    | قهرمان لیگ قهرمانان اقیانوسیه ۲۰۲۳            | مقام هفتم   |        |
| ۲۰۲۵ | اوکلند سیتی    | رده‌بندی ۴ ساله اواف‌سی                         | مرحله گروهی |        |

### یوفا
| سال  | باشگاه          | نحوه صعود                         | جایگاه        | منبع          |
| ---- | --------------- | --------------------------------- | ------------- | ------------- |
| ۲۰۰۰ | منچستر یونایتد  | قهرمان لیگ قهرمانان اروپا ۹۹–۱۹۹۸ | مرحله گروهی   | [ ۴۱ ]        |
| ۲۰۰۰ | رئال مادرید     | قهرمان جام بین قاره‌ای ۱۹۹۸        | مقام چهارم    | [ ۲۶ ] [ ۴۲ ] |
| ۲۰۰۵ | لیورپول         | قهرمان لیگ قهرمانان اروپا ۰۵–۲۰۰۴ | نایب قهرمان   | [ ۳۲ ] [ ۴۳ ] |
| ۲۰۰۶ | بارسلونا        | قهرمان لیگ قهرمانان اروپا ۰۶–۲۰۰۵ | نایب قهرمان   | [ ۷ ] [ ۴۴ ]  |
| ۲۰۰۷ | میلان           | قهرمان لیگ قهرمانان اروپا ۰۷–۲۰۰۶ | قهرمان        | [ ۱۰ ] [ ۴۵ ] |
| ۲۰۰۸ | منچستر یونایتد  | قهرمان لیگ قهرمانان اروپا ۰۸–۲۰۰۷ | قهرمان        | [ ۱۲ ] [ ۴۱ ] |
| ۲۰۰۹ | بارسلونا        | قهرمان لیگ قهرمانان اروپا ۰۹–۲۰۰۸ | قهرمان        | [ ۱۵ ] [ ۴۴ ] |
| ۲۰۱۰ | اینتر میلان     | قهرمان لیگ قهرمانان اروپا ۱۰–۲۰۰۹ | قهرمان        | [ ۱۸ ] [ ۴۶ ] |
| ۲۰۱۱ | بارسلونا        | قهرمان لیگ قهرمانان اروپا ۱۱–۲۰۱۰ | قهرمان        | [ ۲۵ ] [ ۴۴ ] |
| ۲۰۱۲ | چلسی            | قهرمان لیگ قهرمانان اروپا ۱۲–۲۰۱۱ | نایب قهرمان   |               |
| ۲۰۱۳ | بایرن مونیخ     | قهرمان لیگ قهرمانان اروپا ۱۳–۲۰۱۲ | قهرمان        |               |
| ۲۰۱۴ | رئال مادرید     | قهرمان لیگ قهرمانان اروپا ۱۴–۲۰۱۳ | قهرمان        |               |
| ۲۰۱۵ | بارسلونا        | قهرمان لیگ قهرمانان اروپا ۱۵–۲۰۱۴ | قهرمان        |               |
| ۲۰۱۶ | رئال مادرید     | قهرمان لیگ قهرمانان اروپا ۱۶–۲۰۱۵ | قهرمان        |               |
| ۲۰۱۷ | رئال مادرید     | قهرمان لیگ قهرمانان اروپا ۱۷–۲۰۱۶ | قهرمان        |               |
| ۲۰۱۸ | رئال مادرید     | قهرمان لیگ قهرمانان اروپا ۱۸–۲۰۱۷ | قهرمان        |               |
| ۲۰۱۹ | لیورپول         | قهرمان لیگ قهرمانان اروپا ۱۹–۲۰۱۸ | قهرمان        |               |
| ۲۰۲۰ | بایرن مونیخ     | قهرمان لیگ قهرمانان اروپا ۲۰–۲۰۱۹ | قهرمان        |               |
| ۲۰۲۱ | چلسی            | قهرمان لیگ قهرمانان اروپا ۲۱–۲۰۲۰ | قهرمان        |               |
| ۲۰۲۲ | رئال مادرید     | قهرمان لیگ قهرمانان اروپا ۲۲–۲۰۲۱ | قهرمان        |               |
| ۲۰۲۳ | منچستر سیتی     | قهرمان لیگ قهرمانان اروپا ۲۳–۲۰۲۲ | قهرمان        |               |
| ۲۰۲۵ | چلسی            | قهرمان لیگ قهرمانان اروپا ۲۱–۲۰۲۰ | قهرمان        |               |
| ۲۰۲۵ | رئال مادرید     | قهرمان لیگ قهرمانان اروپا ۲۲–۲۰۲۱ | نیمه نهایی    |               |
| ۲۰۲۵ | منچستر سیتی     | قهرمان لیگ قهرمانان اروپا ۲۳–۲۰۲۲ | یک‌هشتم نهایی  |               |
| ۲۰۲۵ | بایرن مونیخ     | رده‌بندی ۴ ساله یوفا               | یک‌چهارم نهایی |               |
| ۲۰۲۵ | پاری سن-ژرمن    | رده‌بندی ۴ ساله یوفا               | نایب قهرمان   |               |
| ۲۰۲۵ | اینتر میلان     | رده‌بندی ۴ ساله یوفا               | یک‌هشتم نهایی  |               |
| ۲۰۲۵ | پورتو           | رده‌بندی ۴ ساله یوفا               | مرحله گروهی   |               |
| ۲۰۲۵ | بنفیکا          | رده‌بندی ۴ ساله یوفا               | یک‌هشتم نهایی  |               |
| ۲۰۲۵ | بروسیا دورتموند | رده‌بندی ۴ ساله یوفا               | یک‌چهارم نهایی |               |
| ۲۰۲۵ | یوونتوس         | رده‌بندی ۴ ساله یوفا               | یک‌هشتم نهایی  |               |
| ۲۰۲۵ | اتلتیکو مادرید  | رده‌بندی ۴ ساله یوفا               | مرحله گروهی   |               |
| ۲۰۲۵ | ردبول سالزبورگ  | رده‌بندی ۴ ساله یوفا               | مرحله گروهی   |               |

## فهرست شرکت کنندگان جام جهانی باشگاه‌ها
فهرست زیر لیستی از باشگاه‌هایی است که در جام جهانی باشگاه‌ها بازی کرده‌اند یا به آن راه یافته‌اند. نوشته‌های پررنگ نشان دهنده قهرمانی در مسابقات است.
| کشور                      | تعداد حضور | باشگاه‌ها              | سال                                                                    |
| ------------------------- | ---------- | --------------------- | ---------------------------------------------------------------------- |
| برزیل (۱۱)                | ۳          | پالمیراس              | ۲۰۲۰، ۲۰۲۱، ۲۰۲۵                                                       |
| برزیل (۱۱)                | ۳          | فلامینگو              | ۲۰۱۹، ۲۰۲۲، ۲۰۲۵                                                       |
| برزیل (۱۱)                | ۲          | کورینتیانس            | ۲۰۰۰، ۲۰۱۲                                                             |
| برزیل (۱۱)                | ۲          | اینترناسیونال         | ۲۰۰۶، ۲۰۱۰                                                             |
| برزیل (۱۱)                | ۲          | فلومیننزه             | ۲۰۲۳، ۲۰۲۵                                                             |
| برزیل (۱۱)                | ۱          | واسکو دوگاما          | ۲۰۰۰                                                                   |
| برزیل (۱۱)                | ۱          | سائو پائولو           | ۲۰۰۵                                                                   |
| برزیل (۱۱)                | ۱          | سانتوس                | ۲۰۱۱                                                                   |
| برزیل (۱۱)                | ۱          | اتلتیکو مینیرو        | ۲۰۱۳                                                                   |
| برزیل (۱۱)                | ۱          | گرمیو                 | ۲۰۱۷                                                                   |
| برزیل (۱۱)                | ۱          | بوتافوگو              | ۲۰۲۵                                                                   |
| مکزیک (۹)                 | ۶          | مونتری                | ۲۰۱۱، ۲۰۱۲، ۲۰۱۳، ۲۰۱۹، ۲۰۲۱، ۲۰۲۵                                     |
| مکزیک (۹)                 | ۵          | پاچوکا                | ۲۰۰۷، ۲۰۰۸، ۲۰۱۰، ۲۰۱۷، ۲۰۲۵                                           |
| مکزیک (۹)                 | ۳          | آمریکا                | ۲۰۰۶، ۲۰۱۵، ۲۰۱۶                                                       |
| مکزیک (۹)                 | ۲          | کروز آزول             | ۲۰۱۴، ۲۰۲۹                                                             |
| مکزیک (۹)                 | ۱          | نیکاکسا               | ۲۰۰۰                                                                   |
| مکزیک (۹)                 | ۱          | آتلانتی               | ۲۰۰۹                                                                   |
| مکزیک (۹)                 | ۱          | گوادالاخارا           | ۲۰۱۸                                                                   |
| مکزیک (۹)                 | ۱          | تیگرس اونال           | ۲۰۲۰                                                                   |
| مکزیک (۹)                 | ۲          | لئون                  | ۲۰۲۳، ۲۰۲۵                                                             |
| ژاپن (۵)                  | ۴          | اوراوا رد دایموندز    | ۲۰۰۷، ۲۰۱۷، ۲۰۲۳، ۲۰۲۵                                                 |
| ژاپن (۵)                  | ۲          | سانفریس هیروشیما      | ۲۰۱۲، ۲۰۱۵                                                             |
| ژاپن (۵)                  | ۲          | کاشیما آنتلرز         | ۲۰۱۶، ۲۰۱۸                                                             |
| ژاپن (۵)                  | ۱          | گامبا اوساکا          | ۲۰۰۸                                                                   |
| ژاپن (۵)                  | ۱          | کاشیوا ریسول          | ۲۰۱۱                                                                   |
| انگلیس (۴)                | ۲          | منچستر یونایتد        | ۲۰۰۰، ۲۰۰۸                                                             |
| انگلیس (۴)                | ۲          | لیورپول               | ۲۰۰۵، ۲۰۱۹                                                             |
| انگلیس (۴)                | ۳          | چلسی                  | ۲۰۱۲، ۲۰۲۱، ۲۰۲۵                                                       |
| انگلیس (۴)                | ۲          | منچستر سیتی           | ۲۰۲۳، ۲۰۲۵                                                             |
| عربستان سعودی (۴)         | ۴          | الهلال                | ۲۰۱۹، ۲۰۲۱، ۲۰۲۲، ۲۰۲۵                                                 |
| عربستان سعودی (۴)         | ۲          | الاتحاد               | ۲۰۰۵، ۲۰۲۳                                                             |
| عربستان سعودی (۴)         | ۱          | النصر                 | ۲۰۰۰                                                                   |
| عربستان سعودی (۴)         | ۱          | الاهلی                | ۲۰۲۹                                                                   |
| کره جنوبی (۴)             | ۳          | اولسان اچ‌دی           | ۲۰۱۲، ۲۰۲۰، ۲۰۲۵                                                       |
| کره جنوبی (۴)             | ۲          | چونبوک هیوندای موتورز | ۲۰۰۶، ۲۰۱۶                                                             |
| کره جنوبی (۴)             | ۱          | پوهانگ استیلرز        | ۲۰۰۹                                                                   |
| کره جنوبی (۴)             | ۱          | سئونگنام              | ۲۰۱۰                                                                   |
| آرژانتین (۴)              | ۳          | ریور پلاته            | ۲۰۱۵، ۲۰۱۸، ۲۰۲۵                                                       |
| آرژانتین (۴)              | ۲          | بوکا جونیورز          | ۲۰۰۷، ۲۰۲۵                                                             |
| آرژانتین (۴)              | ۱          | استودیانتس            | ۲۰۰۹                                                                   |
| آرژانتین (۴)              | ۱          | سن لورنسو             | ۲۰۱۴                                                                   |
| امارات متحده عربی (۴)     | ۲          | الجزیره               | ۲۰۱۷، ۲۰۲۱                                                             |
| امارات متحده عربی (۴)     | ۱          | شباب الاهلی           | ۲۰۰۹                                                                   |
| امارات متحده عربی (۴)     | ۱          | الوحده                | ۲۰۱۰                                                                   |
| امارات متحده عربی (۴)     | ۲          | العین                 | ۲۰۱۸، ۲۰۲۵                                                             |
| استرالیا (۴)              | ۱          | ملبورن جنوبی          | ۲۰۰۰                                                                   |
| استرالیا (۴)              | ۱          | سیدنی                 | ۲۰۰۵                                                                   |
| استرالیا (۴)              | ۱          | آدلاید یونایتد        | ۲۰۰۸                                                                   |
| استرالیا (۴)              | ۱          | وسترن سیدنی واندررز   | ۲۰۱۴                                                                   |
| نیوزیلند (۳)              | ۱۲         | اوکلند سیتی           | ۲۰۰۶، ۲۰۰۹، ۲۰۱۱، ۲۰۱۲، ۲۰۱۳، ۲۰۱۴، ۲۰۱۵، ۲۰۱۶، ۲۰۱۷، ۲۰۲۲، ۲۰۲۳، ۲۰۲۵ |
| نیوزیلند (۳)              | ۲          | ویتاکر یونایتد        | ۲۰۰۷، ۲۰۰۸                                                             |
| نیوزیلند (۳)              | ۱          | تیم ولینگتون          | ۲۰۱۸                                                                   |
| اسپانیا (۳)               | ۷          | رئال مادرید           | ۲۰۰۰، ۲۰۱۴، ۲۰۱۶، ۲۰۱۷، ۲۰۱۸، ۲۰۲۲، ۲۰۲۵                               |
| اسپانیا (۳)               | ۴          | بارسلونا              | ۲۰۰۶، ۲۰۰۹، ۲۰۱۱، ۲۰۱۵                                                 |
| اسپانیا (۳)               | ۱          | اتلتیکو مادرید        | ۲۰۲۵                                                                   |
| مراکش (۳)                 | ۲          | الرجا کازابلانکا      | ۲۰۰۰، ۲۰۱۳                                                             |
| مراکش (۳)                 | ۳          | الوداد کازابلانکا     | ۲۰۱۷، ۲۰۲۲، ۲۰۲۵                                                       |
| مراکش (۳)                 | ۱          | مغرب تطوان            | ۲۰۱۴                                                                   |
| ایتالیا (۳)               | ۱          | میلان                 | ۲۰۰۷                                                                   |
| ایتالیا (۳)               | ۲          | اینتر میلان           | ۲۰۱۰، ۲۰۲۵                                                             |
| ایتالیا (۳)               | ۱          | یوونتوس               | ۲۰۲۵                                                                   |
| ایالات متحده آمریکا (۳)   | ۲          | سیاتل ساندرز          | ۲۰۲۲، ۲۰۲۵                                                             |
| ایالات متحده آمریکا (۳)   | ۱          | اینتر میامی           | ۲۰۲۵                                                                   |
| ایالات متحده آمریکا (۳)   | ۱          | لس آنجلس              | ۲۰۲۵                                                                   |
| مصر (۱)                   | ۱۰         | الاهلی                | ۲۰۰۵، ۲۰۰۶، ۲۰۰۸، ۲۰۱۲، ۲۰۱۳، ۲۰۲۰، ۲۰۲۱، ۲۰۲۲، ۲۰۲۳، ۲۰۲۵             |
| مصر (۱)                   | ۱          | پیرامیدز              | ۲۰۲۹                                                                   |
| تونس (۲)                  | ۴          | اسپرانس تونس          | ۲۰۱۱، ۲۰۱۸، ۲۰۱۹، ۲۰۲۵                                                 |
| تونس (۲)                  | ۱          | ستاره ساحلی           | ۲۰۰۷                                                                   |
| آلمان (۲)                 | ۳          | بایرن مونیخ           | ۲۰۱۳، ۲۰۲۰، ۲۰۲۵                                                       |
| آلمان (۲)                 | ۱          | بروسیا دورتموند       | ۲۰۲۵                                                                   |
| قطر (۲)                   | ۲          | السد                  | ۲۰۱۱، ۲۰۱۹                                                             |
| قطر (۲)                   | ۱          | الدحیل                | ۲۰۲۰                                                                   |
| پرتغال (۲)                | ۱          | پورتو                 | ۲۰۲۵                                                                   |
| پرتغال (۲)                | ۱          | بنفیکا                | ۲۰۲۵                                                                   |
| جمهوری دموکراتیک کنگو (۱) | ۳          | تی‌پی مازمبه           | ۲۰۰۹، ۲۰۱۰، ۲۰۱۵                                                       |
| چین (۱)                   | ۲          | گوانگژو               | ۲۰۱۳، ۲۰۱۵                                                             |
| آفریقای جنوبی (۱)         | ۲          | ماملودی سانداونز      | ۲۰۱۶، ۲۰۲۵                                                             |
| فرانسه (۱)                | ۱          | پاری سن-ژرمن          | ۲۰۲۵                                                                   |
| کاستاریکا (۱)             | ۱          | ساپریسا               | ۲۰۰۵                                                                   |
| ایران (۱)                 | ۱          | سپاهان                | ۲۰۰۷                                                                   |
| اکوادور (۱)               | ۱          | ال‌دی‌یو کیتو           | ۲۰۰۸                                                                   |
| پاپوآ گینه نو (۱)         | ۱          | هیکاری یونایتد        | ۲۰۱۰                                                                   |
| الجزایر (۱)               | ۱          | وفاق سطیف             | ۲۰۱۴                                                                   |
| کلمبیا (۱)                | ۱          | اتلتیکو ناسیونال      | ۲۰۱۶                                                                   |
| کالدونیای جدید (۱)        | ۱          | هیانگن اسپورت         | ۲۰۱۹                                                                   |
| تاهیتی (۱)                | ۱          | پیرائه                | ۲۰۲۱                                                                   |
| اتریش (۱)                 | ۱          | ردبول سالزبورگ        | ۲۰۲۵                                                                   |

## نکات
1. ↑  شباب الاهلی به عنوان الاهلی رقابت کرد.
2. ↑  سئونگنام به عنوان سئونگنام ایلهوا چونما رقابت کرد.
3. ↑  اولسان اچ‌دی به عنوان اولسان هیوندای رقابت کرد.
4. ↑  گوانگژو به عنوان گوانگژو اورگرند رقابت کرد.
5. 1 2 3 4 5 6  بازی مقام پنجم برگزار نشد و دو تیمی که در مرحله دوم باختند، مقام پنجمی را به اشتراک گذاشتند.
6. ↑  در ۴ سپتامبر ۲۰۲۰، کنفدراسیون فوتبال اقیانوسیه اعلام کرد که مرحله حذفی لیگ قهرمانان اقیانوسیه ۲۰۲۰ به دلیل محدودیت‌های مرزی و سفر ناشی از دنیاگیری کروناویروس لغو شد و به هیچ تیمی عنوان قهرمانی اعطا نمی‌شود.[۳۹] نماینده اواف‌سی در جام باشگاه‌های جهان ۲۰۲۰ که در اصل قهرمان لیگ قهرمانان اقیانوسیه بود، در ۱۹ نوامبر ۲۰۲۰ اوکلند سیتی انتخاب شد. این تیم که توسط کمیته اجرایی اواف‌سی انتخاب شده‌بود، در رده‌بندی اول شد و بقیه تیم‌ها هم جایگاه خود را در رده‌بندی پیدا کردند[۴۰]
7. ↑  در سال‌های ۲۰۱۲ و ۲۰۲۰ با نام اولسان هیوندای حضور یافت.
8. ↑  در سال ۲۰۱۰ با نام سئونگنام ایلهوا چونما حضور یافت.
9. ↑  در سال ۲۰۰۹ با نام الاهلی حضور یافت.
10. ↑  در سال‌های ۲۰۱۳ و ۲۰۱۵ با نام گوانگژو اورگرند حضور یافت.